# Йоган Ледре Б'єрдаль
Йоган Ледре Б'єрдаль (норв. Johan Lædre Bjørdal, нар. 5 травня 1986, Ейгерсунн) — норвезький футболіст, захисник клубу «Волеренга». Провів кілька матчів за національну збірну Норвегії.

## Клубна кар'єра
У дорослому футболі дебютував 2003 року виступами за «Ейгерсунн» з рідного міста, у якій провів один сезон у четвертому за рівнем дивізіоні Норвегії, взявши участь у 27 матчах чемпіонату.
Своєю грою за цю команду привернув увагу представників тренерського штабу клубу «Вікінг» з елітного дивізіону, до складу якого приєднався 2003 року. У команді зі Ставангера Йоган закріпитись не зумів, через що змушений був виступати в оренді за клуб «Тенсберг» у другому за рівнем дивізіоні країни.
На початку 2007 року став гравцем клубу «Буде-Глімт», де виступав протягом 4 років, два з яких пройшли в Тіппелізі, а ще два в Першому дивізіоні Норвегії.
На початку 2011 року Б'єрдал повернувся до «Вікінга». Цього разу провів у складі команди три сезони. Більшість часу, проведеного у складі «Вікінга», був основним гравцем захисту команди.
На початку 2014 року Йоган перейшов до данської команди «Орхус», але не зміг її врятувати команду від вильоту з елітного дивізіону за підсумками сезону 2013/14. Незважаючи на це норвезький захисник продовжив виступи у клубі і допоміг йому за підсумками сезону 2014/15 зайняти друге місце і 1 дивізіоні і повернутись в Суперлігу. 
У червні 2015 року приєднався до складу клубу «Русенборг». Відтоді встиг відіграти за команду з Тронгейма 6 матчів у національному чемпіонаті.

## Виступи за збірні
2002 року дебютував у складі юнацької збірної Норвегії, взяв участь у 39 іграх на юнацькому рівні, відзначившись одним забитим голом.
Протягом 2007–2008 років залучався до складу молодіжної збірної Норвегії. На молодіжному рівні зіграв у 7 офіційних матчах, забив 1 гол.
6 вересня 2013 року дебютував в офіційних матчах у складі національної збірної Норвегії. Всього протягом року провів у формі головної команди країни 3 матчі, після чого перестав викликатись до її лав.
| Дата       | Місто   | Господарі | Результат | Гості     | Турнір            | Голи | Примітки |
| ---------- | ------- | --------- | --------- | --------- | ----------------- | ---- | -------- |
| 06/09/2013 | Осло    | Норвегія  | 2 – 0     | Кіпр      | Відбір до ЧС 2014 | -    |          |
| 10/09/2013 | Осло    | Норвегія  | 0 – 2     | Швейцарія | Відбір до ЧС 2014 | -    |          |
| 11/10/2013 | Марибор | Словенія  | 3 – 0     | Норвегія  | товариський матч  | -    |          |
| Усього     |         | Матчів    | 3         |           | Голів             | 0    |          |

## Досягнення
- Чемпіон Норвегії (2):

«Русенборг»:  2015, 2016
- Володар Кубка Норвегії (2):

«Русенборг»:  2015, 2016
- Володар Суперкубка Норвегії (1):

«Русенборг»:  2017